# ÖHB-Cup 2013/14
Der ÖHB-Cup 2013/14 war die 27. Austragung des österreichischen Handballcupwettbewerbs der Herren. Cupsieger wurde der Alpla HC Hard mit einem Sieg über Handballclub Fivers Margareten.

## Hauptrunden

### 1. Runde
An der 1. Runde nahmen sechs Vertreter der Landesverbände teil. Heimmannschaft war immer die Erstgezogene. Union Leoben1b und der Vöslauer HC bekamen ein Freilos zugewiesen.
| Datum, Uhrzeit           | Heimmannschaft                      | Ergebnis         | Gastmannschaft                                        |
| ------------------------ | ----------------------------------- | ---------------- | ----------------------------------------------------- |
| 13. Okt. 2013, 19:00 Uhr | HC JCL BW Feldkirch (LL) 6 Kutluana | 32 : 21 (17 : 9) | SG SHV/UHC Salzburg (LL) 5 Feichtinger                |
| 20. Aug. 2013, 19:30 Uhr | Union West-Wien (LL) 6 Uher         | 31 : 24 (14 : 9) | Sportunion Edelweiß Linz (LL) 7 Zivanovic, Übermasser |

### 2. Runde
An der 2. Runde nahmen 14 Klubs teil: die zwei Erstligisten, die in der HLA-Saison 2012/13 die Plätze 3 und 4 belegten, sowie alle Mannschaften der Handball Bundesliga Austria und die Sieger der 1. Runde. Zuerst wurden den Landesligisten Gegner zugelost, danach die restlichen Mannschaften, wobei die spielklassentieferen Vereine Heimrecht hatten. Wurden zwei gleichklassige Mannschaften gezogen, hatte die erst gezogene den Vorzug.
| Handball Liga Austria                          | Handball Bundesliga Austria | Landesliga                                                             |
| ---------------------------------------------- | --- | ---------------------------------------------------------------------- |
| - HC Linz AG - Sparkasse Schwaz HANDBALL TIROL | - HC ece bulls Bruck - HC Kärnten - SU Falkensteiner Katschberg – St. Pölten - medalp Handball Tirol - ATV TDE Group Trofaiach - UHC Erste Bank Hollabrunn - Fivers WAT Margareten (HBA) - HSG Holding Graz - UHC Gänserndorf - W.A.T. Fünfhaus | - HC JCL BW Feldkirch - Union West-Wien - Union Leoben1b - Vöslauer HC |

Die Spiele der 2. Runde fanden vom 16. Oktober bis 2. November 2013 statt. Die Gewinner der einzelnen Partien zogen ins Achtelfinale ein.
| Datum, Uhrzeit           | Heimmannschaft                                | Ergebnis          | Gastmannschaft                                           |
| ------------------------ | --------------------------------------------- | ----------------- | -------------------------------------------------------- |
| 16. Okt. 2013, 20:00 Uhr | Union Leoben1b (LL) 8 Heinemann               | 22 : 37 (12 : 15) | HC Linz AG (1L) 5 Lehner, Kislinger, Ascherbauer         |
| 30. Okt. 2013, 18:15 Uhr | medalp Handball Tirol (2L) 8 Novickis         | 27 : 25 (16 : 12) | SU Falkensteiner Katschberg – St. Pölten (2L) 7 Bajgoric |
| 30. Okt. 2013, 19:00 Uhr | HSG Holding Graz (2L) 8 Mujanic, Schweighofer | 32 : 31 (15 : 12) | Fivers WAT Margareten (HBA) (2L) 12 Seidl                |
| 31. Okt. 2013, 19:00 Uhr | Vöslauer HC (LL) 5 Unger                      | 23 : 37 (12 : 16) | Sparkasse Schwaz HANDBALL TIROL (1L) 12 Hechenblaikner   |
| 31. Okt. 2013, 19:00 Uhr | UHC Erste Bank Hollabrunn (2L) 8 Stachovic    | 39 : 22 (15 : 11) | ATV TDE Group Trofaiach (2L) 7 Steinacher                |
| 31. Okt. 2013, 19:00 Uhr | HC Kärnten (2L) 9 Godec                       | 36 : 26 (20 : 15) | HC ece bulls Bruck (2L) 9 Ivisic                         |
| 31. Okt. 2013, 20:30 Uhr | HC JCL BW Feldkirch (LL) 8 Hintringer         | 28 : 27 (13 : 15) | UHC Gänserndorf (2L) 7 Schramel                          |
| 2. Nov. 2013, 19:00 Uhr  | Union West-Wien (LL)                          | 12 : 0 (0 : 0)    | W.A.T. Fünfhaus (2L)                                     |

### Achtelfinale
Am Achtelfinale nahmen 16 Klubs teil: die sechs Erstligisten, die in der HLA-Saison 2012/13 im oberen Play-OFF waren sowie Platz eins und zwei des unteren Play-offs. Außerdem waren die Sieger der 2. Runde qualifiziert. Es hatte immer der spielklassentiefere Verein Heimrecht. Wurden zwei gleichklassige Mannschaften gezogen, hatte die erst gezogene den Vorzug.
| Handball Liga Austria | Handball Bundesliga Austria                                                         | Landesliga                              |
| --- | ----------------------------------------------------------------------------------- | --------------------------------------- |
| - HC Linz AG - Sparkasse Schwaz HANDBALL TIROL - Alpla HC Hard - Handballclub Fivers Margareten - SG Handball West Wien - Bregenz Handball - UHK Krems - Union Leoben - SC Ferlach - HSG Raiffeisen Bärnbach/Köflach | - HC Kärnten - medalp Handball Tirol - UHC Erste Bank Hollabrunn - HSG Holding Graz | - HC JCL BW Feldkirch - Union West-Wien |

Das Achtelfinale fand vom 17. November bis 17. Dezember 2013 statt. Die Gewinner der einzelnen Partien zogen ins Viertelfinale ein.
| Datum, Uhrzeit           | Heimmannschaft                                | Ergebnis          | Gastmannschaft                                               |
| ------------------------ | --------------------------------------------- | ----------------- | ------------------------------------------------------------ |
| 17. Nov. 2013, 17:00 Uhr | Union Leoben (1L) 8 Wulz                      | 30 : 20 (13 : 8)  | HC Linz AG (1L) 7 Hrupic                                     |
| 24. Nov. 2013, 16:00 Uhr | Union West-Wien (LL) 8 Szlezak                | 25 : 34 (14 : 15) | medalp Handball Tirol (2L) 10 Sprenger                       |
| 27. Nov. 2013, 18:30 Uhr | HSG Holding Graz (2L) 7 Göschl                | 25 : 27 (14 : 20) | HC Kärnten (2L) 10 Kljajic                                   |
| 3. Dez. 2013, 19:00 Uhr  | HC JCL BW Feldkirch (LL) 5 Hintringer, Balogh | 18 : 34 (5 : 21)  | UHK Krems (1L) 6 Neuhold                                     |
| 3. Dez. 2013, 19:30 Uhr  | Handballclub Fivers Margareten (1L) 5 Žiūra   | 27 : 24 (11 : 12) | SG Handball West Wien (1L) 8 Hermann                         |
| 4. Dez. 2013, 19:00 Uhr  | SC Ferlach (1L) 9 Posch                       | 33 : 32 (19 : 20) | HSG Raiffeisen Bärnbach/Köflach (1L) 7 Mikanovic             |
| 15. Dez. 2013, 16:00 Uhr | UHC Erste Bank Hollabrunn (2L) 5 Stachovic    | 16 : 33 (9 : 16)  | Alpla HC Hard (1L) 8 Raschle, Jochum                         |
| 17. Dez. 2013, 19:00 Uhr | Bregenz Handball (1L) 8 Babarskas             | 25 : 28 (13 : 13) | Sparkasse Schwaz HANDBALL TIROL (1L) 7 Balomenos, Račkauskas |

### Viertelfinale
Für das Viertelfinale waren die Sieger des Achtelfinales qualifiziert. Es hatte immer der spielklassentiefere Verein Heimrecht. Wurden zwei gleichklassige Mannschaften gezogen, hatte die erstgezogene den Vorzug.
| Handball Liga Austria | Handball Bundesliga Austria          |
| --- | ------------------------------------ |
| - Union Leoben - UHK Krems - Handballclub Fivers Margareten - SC Ferlach - Alpla HC Hard - Sparkasse Schwaz HANDBALL TIROL | - medalp Handball Tirol - HC Kärnten |

Das Viertelfinale fand vom 4. Februar bis 19. Februar 2014 statt. Die Gewinner der einzelnen Partien zogen ins Final Four ein.
| Datum, Uhrzeit           | Heimmannschaft                                 | Ergebnis          | Gastmannschaft                                                   |
| ------------------------ | ---------------------------------------------- | ----------------- | ---------------------------------------------------------------- |
| 4. Feb. 2014, 19:00 Uhr  | HC Kärnten (2L) 9 Bedekovič                    | 21 : 39 (12 : 21) | Alpla HC Hard (1L) 5 Schmid, Raschle, Weber                      |
| 15. Feb. 2014, 19:00 Uhr | UHK Krems (1L) 10 Schopf                       | 31 : 25 (16 : 11) | Union Leoben (1L) 5 Ragot                                        |
| 19. Feb. 2014, 17:30 Uhr | medalp Handball Tirol (2L) 7 Walter            | 22 : 27 (12 : 13) | SC Ferlach (1L) 9 Barisic                                        |
| 19. Feb. 2014, 19:30 Uhr | Sparkasse Schwaz HANDBALL TIROL (1L) 7 Steiger | 20 : 21 (11 : 10) | Handballclub Fivers Margareten (1L) 5 Edelmüller, Kirveliavičius |

## Finalrunden
Die Endrunde, das Final Four, fand in der Ballspielhalle Ferlach in Ferlach am 21. und 22. März 2014 statt.

### Halbfinale
Die Auslosung der Halbfinals fand am 18. Dezember 2013 statt. Für das Halbfinale waren folgende Mannschaften qualifiziert:
| Handball Liga Austria                                                     |
| ------------------------------------------------------------------------- |
| - Alpla HC Hard - UHK Krems - SC Ferlach - Handballclub Fivers Margareten |

Die Spiele der Halbfinals fanden am 21. März 2014 statt. Der Gewinner jeder Partie zog in das Finale des ÖHB-Cups 2013/14 ein.
| Handballclub Fivers Margareten | Handballclub Fivers Margareten | Handballclub Fivers Margareten | Handballclub Fivers Margareten | Handballclub Fivers Margareten | 34 (17) | – | 33 (15) | UHK Krems   | UHK Krems | UHK Krems  | UHK Krems             | UHK Krems    |
| ------------------------------ | ------------------------------ | ------------------------------ | ------------------------------ | ------------------------------ | ------- | - | ------- | ----------- | --------- | ---------- | --------------------- | ------------ |
| Rückennummer                   | Spieler                        | Gelbe Karte                    |                                | Rote Karte                     | Tore    |   | Tore    | Gelbe Karte |           | Rote Karte | Spieler               | Rückennummer |
| 5                              | Christoph Edelmüller           |                                | 1                              |                                | 7       |   | 5       |             |           |            | Gerdas Babarskas      | 3            |
| 15                             | Mathias Nikolic                |                                |                                |                                | 2       |   | 0       |             | 1         |            | Ivica Belas           | 6            |
| 25                             | Markus Bezucha                 |                                |                                |                                | 0       |   | 0       |             |           |            | Günther Walzer        | 13           |
| 35                             | Leopold Hellerich              |                                |                                |                                | 1       |   | 0       |             |           |            | Mario Vizvary         | 16           |
| 51                             | Serhij Bilyk                   |                                |                                |                                | 0       |   | 8       |             |           |            | Tobias Schopf         | 17           |
| 52                             | Bastian Molecz                 |                                |                                |                                | 0       |   | 0       |             |           |            | Florian Brunner       | 18           |
| 53                             | Nikola Bilyk                   |                                | 2                              |                                | 3       |   | 0       |             |           |            | Christoph Svoboda     | 20           |
| 54                             | Vytautas Žiūra                 | 1                              | 1                              |                                | 9       |   | 0       |             |           |            | Michal Shejbal        | 23           |
| 55                             | Tomas Eitutis                  |                                |                                |                                | 1       |   | 6       |             | 1         |            | Norbert Visy          | 24           |
| 57                             | Herbert Jonas                  |                                |                                |                                | 1       |   | 3       |             |           |            | Sebastian Feichtinger | 28           |
| 58                             | Tobias Wagner                  | 1                              | 1                              |                                | 4       |   | 1       | 1           |           |            | Werner Lint           | 30           |
| 75                             | Martin Fuger                   |                                |                                |                                | 0       |   | 6       | 1           |           |            | Vlatko Mitkov         | 71           |
| 85                             | David Brandfellner             | 1                              |                                |                                | 1       |   | 1       | 1           |           |            | Christoph Neuhold     | 94           |
| 95                             | Romas Kirveliavičius           |                                | 3                              | 1                              | 5       |   | 3       |             |           |            | Marko Simek           | 95           |
| Trainer                        | Peter Eckl                     |                                |                                |                                |         |   |         |             |           |            | Ivica Belas           | Trainer      |

Schiedsrichter: Christian Staudinger & Florian Staudinger
| SC Ferlach   | SC Ferlach              | SC Ferlach  | SC Ferlach | SC Ferlach | 20 (10) | – | 36 (13) | Alpla HC Hard | Alpla HC Hard | Alpla HC Hard | Alpla HC Hard     | Alpla HC Hard |
| ------------ | ----------------------- | ----------- | ---------- | ---------- | ------- | - | ------- | ------------- | ------------- | ------------- | ----------------- | ------------- |
| Rückennummer | Spieler                 | Gelbe Karte |            | Rote Karte | Tore    |   | Tore    | Gelbe Karte   |               | Rote Karte    | Spieler           | Rückennummer  |
| 4            | David Kovac             | 1           |            |            | 1       |   | 6       | 1             |               |               | Krešimir Kozina   | 4             |
| 6            | Leander Krobath         | 1           | 2          |            | 1       |   | 8       | 1             |               |               | Dominik Schmid    | 6             |
| 9            | Markus Andreas Suppan   |             |            |            | 0       |   | 0       |               |               |               | Frederic Wüstner  | 10            |
| 10           | Miro Barisic            | 1           |            |            | 0       |   | 6       |               |               |               | Michael Jochum    | 11            |
| 11           | Izudin Mujanovic        |             |            |            | 1       |   | 2       |               |               |               | Marko Tanasković  | 13            |
| 12           | Lukas Blaha             |             |            |            | 0       |   | 0       |               |               |               | Martin Kalischnig | 16            |
| 13           | Mladan Jovanovic        |             |            |            | 1       |   | 1       |               |               |               | Lukas Vogelauer   | 17            |
| 14           | Mathias Rath            |             |            |            | 0       |   | 0       | 1             |               |               | Bernd Friede      | 18            |
| 15           | Fabian Posch            |             |            |            | 1       |   | 2       | 1             |               |               | Knauth            | 21            |
| 16           | Franz Stefan Stockbauer |             |            |            | 1       |   | 5       |               |               |               | Marko Krsmančić   | 23            |
| 22           | Dean David Pomorisac    |             |            |            | 5       |   | 3       |               | 2             |               | Lukas Heuburger   | 26            |
| 23           | Boris Vodisek           |             |            |            | 3       |   | 2       |               |               |               | Thomas Weber      | 27            |
| 24           | Matevz Cemas            |             |            |            | 6       |   | 1       |               |               |               | Gerald Zeiner     | 28            |
| 44           | Patrick Jochum          |             |            |            | 1       |   | 0       |               |               |               | Golub Doknić      | 32            |
| Trainer      | Gregor Cvijic           |             |            |            |         |   |         |               |               |               | Markus Burger     | Trainer       |

Schiedsrichter: Radojko Brkic & Andrei Jusufhodzic

### Finale
Das Finale fand am 22. März 2014 statt. Der Gewinner der Partie ist Sieger des ÖHB-Cups 2013/14.
| Handballclub Fivers Margareten | Handballclub Fivers Margareten | Handballclub Fivers Margareten | Handballclub Fivers Margareten | Handballclub Fivers Margareten | 26 (10) | – | 28 (10) | Alpla HC Hard | Alpla HC Hard | Alpla HC Hard | Alpla HC Hard     | Alpla HC Hard |
| ------------------------------ | ------------------------------ | ------------------------------ | ------------------------------ | ------------------------------ | ------- | - | ------- | ------------- | ------------- | ------------- | ----------------- | ------------- |
| Rückennummer                   | Spieler                        | Gelbe Karte                    |                                | Rote Karte                     | Tore    |   | Tore    | Gelbe Karte   |               | Rote Karte    | Spieler           | Rückennummer  |
| 5                              | Christoph Edelmüller           | 1                              | 1                              |                                | 4       |   | 1       |               | 3             | 1             | Krešimir Kozina   | 4             |
| 15                             | Mathias Nikolic                |                                |                                |                                | 0       |   | 8       |               |               |               | Dominik Schmid    | 6             |
| 25                             | Markus Bezucha                 |                                |                                |                                | 1       |   | 0       |               |               |               | Frederic Wüstner  | 10            |
| 35                             | Leopold Hellerich              |                                |                                | 1                              | 2       |   | 0       |               | 1             |               | Michael Jochum    | 11            |
| 51                             | Serhij Bilyk                   |                                |                                |                                | 0       |   | 2       | 1             |               |               | Marko Tanasković  | 13            |
| 53                             | Nikola Bilyk                   | 1                              | 1                              |                                | 3       |   | 0       |               |               |               | Martin Kalischnig | 16            |
| 54                             | Vytautas Žiūra                 |                                |                                |                                | 2       |   | 0       |               |               |               | Bernd Friede      | 18            |
| 55                             | Tomas Eitutis                  |                                |                                |                                | 3       |   | 4       |               |               |               | Knauth            | 21            |
| 56                             | Kristian Pilipovic             |                                |                                |                                | 0       |   | 4       |               | 1             |               | Marko Krsmančić   | 23            |
| 57                             | Herbert Jonas                  |                                |                                |                                | 3       |   | 0       |               | 1             |               | Lukas Heuburger   | 26            |
| 58                             | Tobias Wagner                  | 1                              | 1                              |                                | 1       |   | 5       | 1             |               |               | Thomas Weber      | 27            |
| 75                             | Martin Fuger                   |                                |                                |                                | 1       |   | 4       |               |               |               | Gerald Zeiner     | 28            |
| 85                             | David Brandfellner             |                                |                                |                                | 1       |   | 0       |               |               |               | Golub Doknić      | 32            |
| 95                             | Romas Kirveliavičius           |                                | 2                              |                                | 5       |   |         |               |               |               |                   |               |
| Trainer                        | Peter Eckl                     |                                |                                |                                |         |   |         | 1             |               |               | Markus Burger     | Trainer       |

Schiedsrichter: Csaba Lajko & Bernhard Seidler